# Mas Lloretó
El Mas Lloretó és una masia ubicada a Copons (Anoia) inclosa a l'Inventari del Patrimoni Arquitectònic de Catalunya.

## Descripció
És un casal de pedra de planta rectangular i coberta de dos aiguavessos, de planta baixa i dos pisos d'alçada. Al costat de ponent de la casa, hi ha un petit clos amb una arcada d'entrada i alguna construcció auxiliar.

## Història
Havia estat un molí fariner.